# Kungaslup

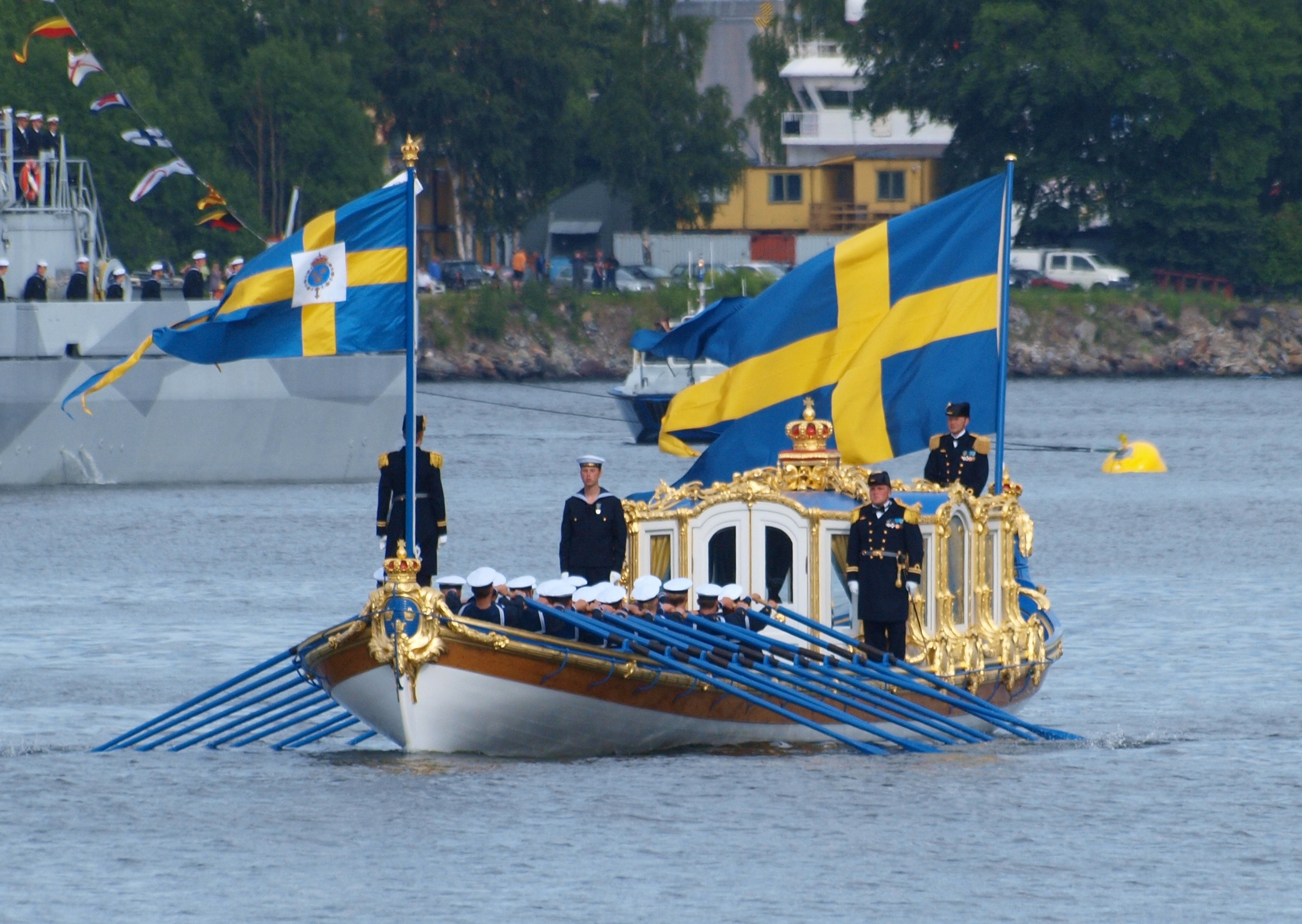
Kungaslupen Vasaorden (1774, 1923).

Kungaslup eller ceremonislup är en roddslup försedd med utsmyckning för större ceremonier och representation vid statsbesök eller parader vid ett hov. Kungaslupar är kända sedan faraonernas tid från Nilen. Kungaslupar används i dag av det svenska hovet samt även det thailändska. Kungaslupar kan vara byggda med eller utan sal (ett slutet rum försett med fönster) eller baldakin (ett tak av tyg), samt kommit till användning vid ett flertal hov i Europa från 1600-talet.

## Kända kungaslupar

### Sverige

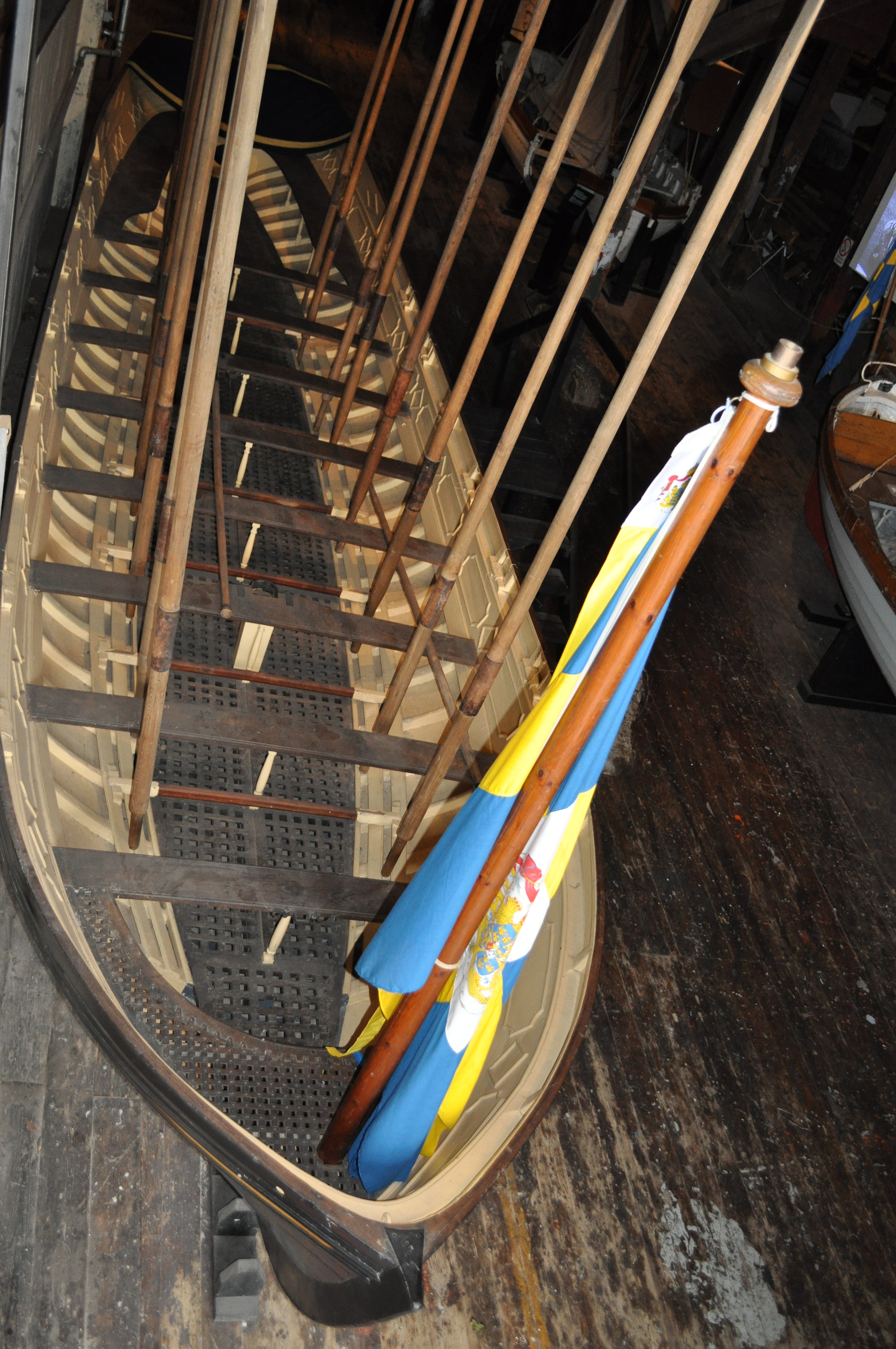
Kungaslup (1844) vid Marinmuseum, slupen framförs av 16 roddare

- Tre Kronor (1729)
- Vasaorden (1774, 1923)
- Sveriges Vapen (1752)[1]
- Kungaslup (1844), Marinmuseum

### Danmark
Örlogsmuseet i Köpenhamn förvarar följande ceremonislupar
- Den hvide kongeschalup (Den vita kungaslupen) från cirka 1780, är en paradslup med baldakin. Slupen har en galjonsfigur som föreställer Neptun och är utrustat för 12 åror
- Den Russiske schalup (Den Ryska slupen), paradslup med baldakin byggd i Ryssland 1871 på klink. Skänkt till Kristian IX av Alexander III av Ryssland. Slupens längd är 14,4 meter med en bredd av 3,0 meter samt är utrustad med 12 par åror för 24 roddare. Slupen restaurerades och fick åter sin ursprungliga färg i blått och användes vid Köpenhamns kulturår 1996[2].

### Frankrike
Le Canot Impérial (”Kejsarslupen”) byggdes i Antwerpen våren 1810 på 21 dygn inför Napoleon Is väntande besök av. Slupen är bygd i klink med en längd av 18,95 med en bred på 380, utrustad för 24 åror som bemannades av 48 roddare. Varje årblad är smyckad med förgylld fisk som ökar den grandiosa effekten vid rodd. Salen (Kajuta) är efter ritning av Chapmans verk Architectura Navalis Mercatoria. Slupen kom till användning 1922 samt 1928 vid festen Ecole Navale i Brest.

### Nederländerna
De Koningssloep byggdes 1816 i kravell, längden är 17,05 med en bredd av 2,66 meter samt utrustad med åror för 18 roddare. Slupen användes senast vid drottning Julians silverbröllop 1962, och är utställd på Nederländska Marinmuseet i Amsterdam .

### Spanien
I marinhallen i Kungliga slottet i Aranjuez finns följande ceremonislupar utställda:
- Rikt dekorerad Gondol byggd i Neapel med en sal midskepps, användes av Karl II av Spanien. Längd 17 meter med en bredd av 2,6 utrustad för sex till åtta roddare samt bogsegel.
- Rikt dekorerad Salslup i gott skick som ägdes av Carlos IV, byggd i kravell.
- Kunglig slup (1815) troligen byggd i Valencia, är en salslup med invändiga målningar samt tapetsering i gul siden och framfördes med 12 åror.
- Isabella II är en Kunglig slup från 1861, slupen erhöll Isabella II som gåva. Slupen har förgyllda skulpteringar, roddes av 14 roddare samt är utrustad med baldakin.

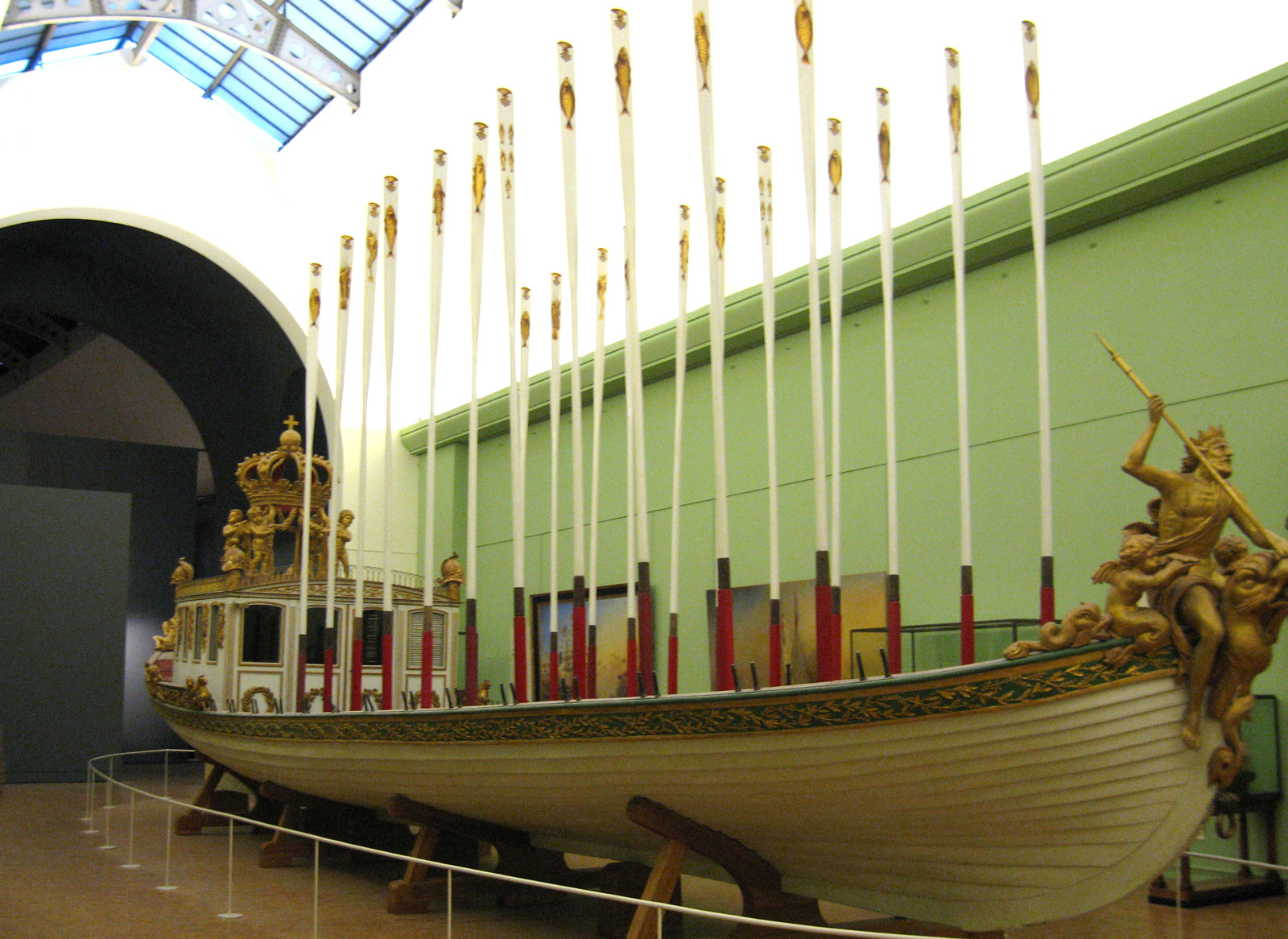
Slupen Barque de Napoléon.
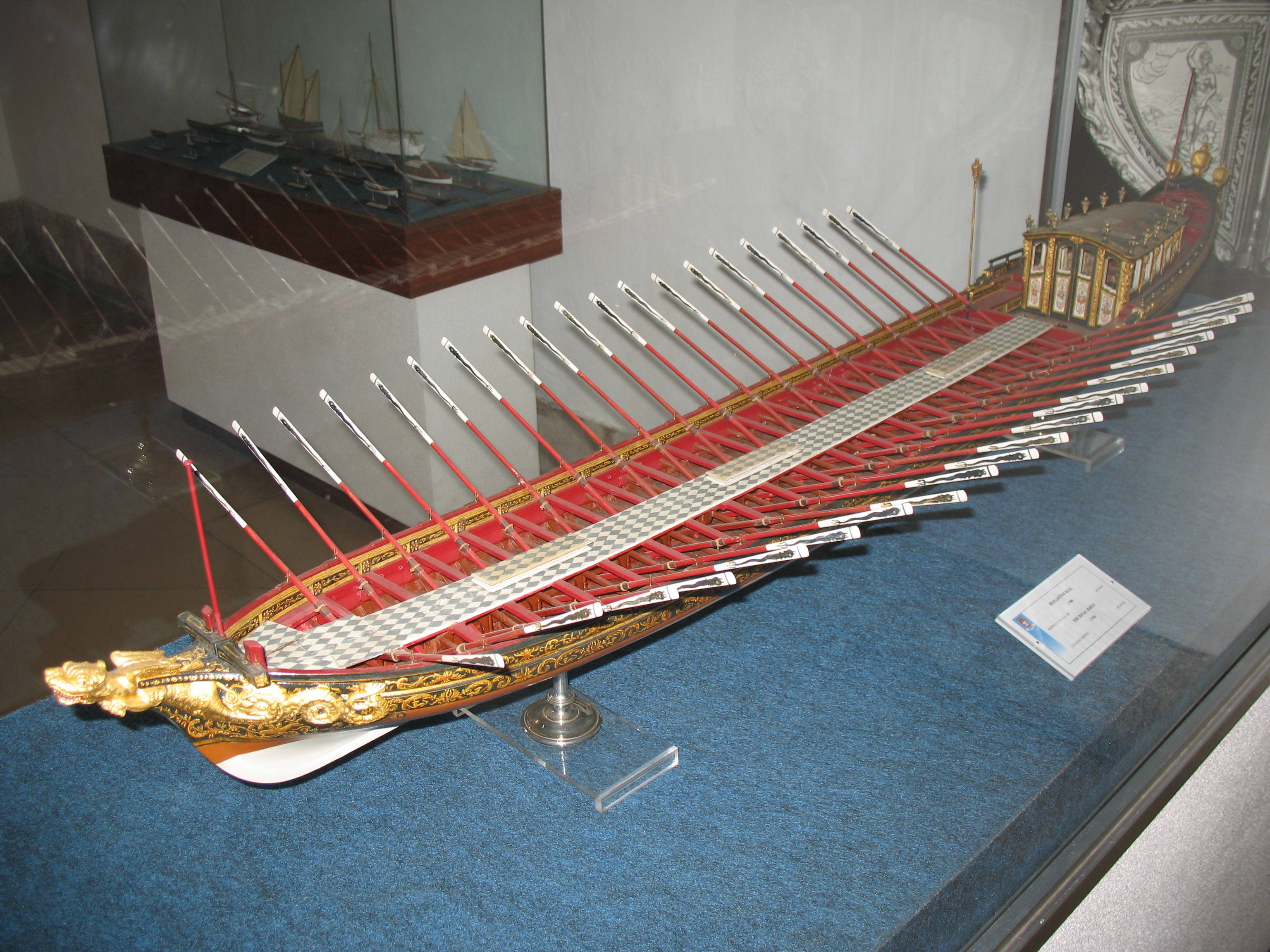
Model av Portugals kungaslup
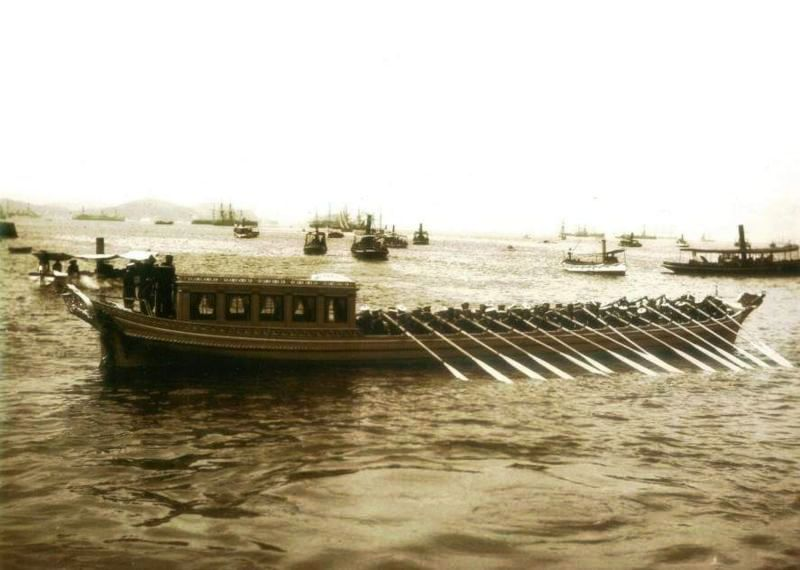
Dom João VI ou Galeota Real vid Brasiliens hov.

### Storbritannien

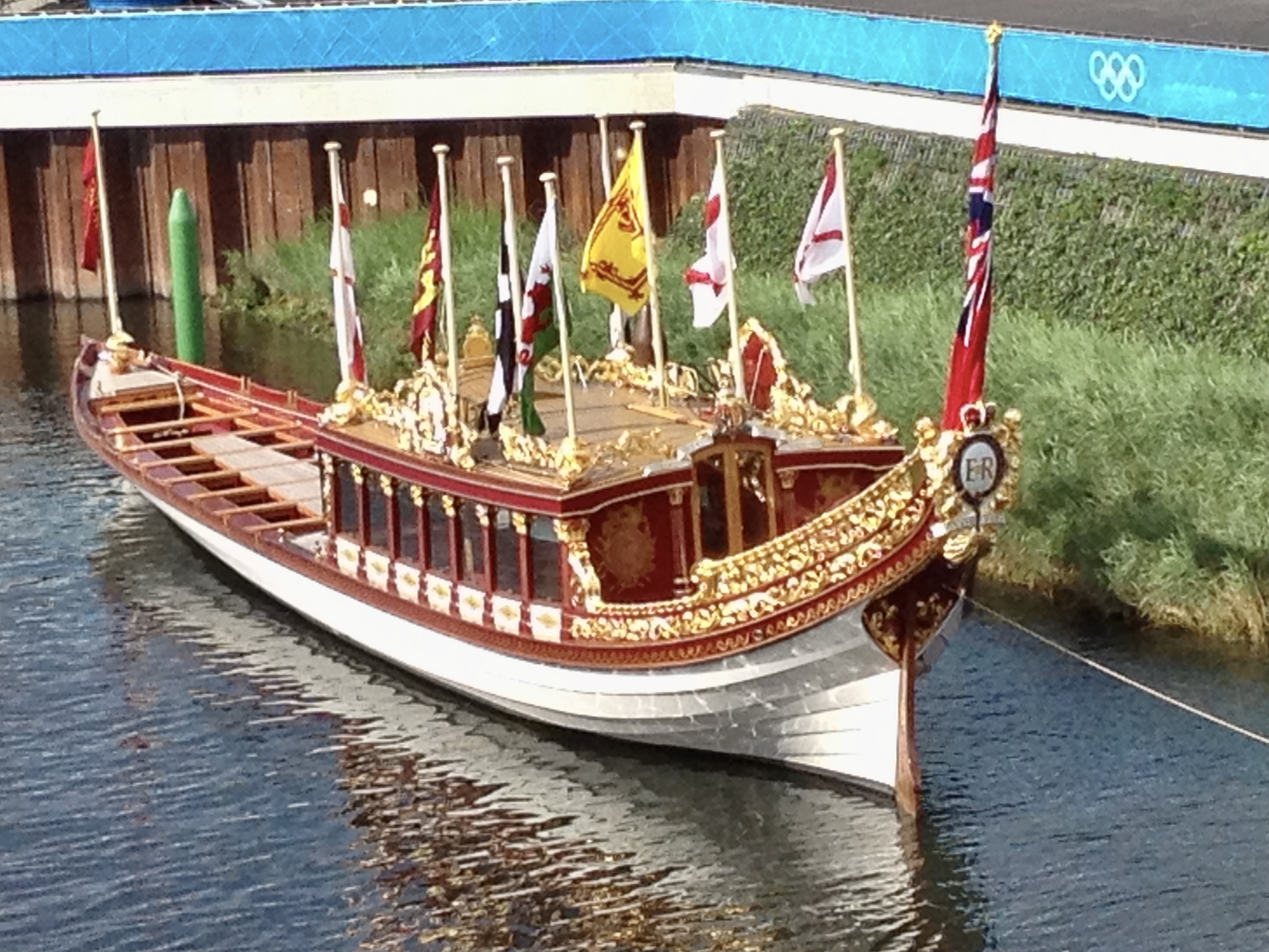
Brittiska kungaslupen Gloriana (2012).

- The State Barge of Charles II är daterad till tiden mellan 1660 och 1685, slupen har använts vid begravningsprocessionen för Horatio Nelson samt av ett flertal regenter för parader på floden Themsen. Slupens längd är 11,70 med en bred av 2 meter samt utrustad för åtta åror och saknar någon form av överbyggnad. Slupen är utställd på Victory Museum-Royal Navy Museum i Portsmouth.
- Queen Mary's Shallop (1669) byggdes för Maria II med en baldakin som togs bort 1912. Drottning Marys slup var den enda för officiella ceremonier efter Prince Fredrick Bark som togs ur tjänst 1849. Slupens längd är 12,69 med en bred av 2,01 meter, den användes 1919 i augusti under fredsparaden efter första världskrigets slut. Slupen finns bevarad på Greenwich Maritime Museum. [5]
- Prince Fredrick's Barge (1732) byggdes på Themsens strand 1732, 1751 blev slupen ordinarie kungaslup och användes till 1849. Slupen har en längd av 19,32 meter och en bred av 2,35 meter samt roddes av 22 roddare. Slupen finns utställd på Greenwich Maritime Museum. [6]
- Gloriana (2012) byggdes 2012 för dåvarande drottning Elizabeth II av Storbritannien.